# Weymeria
Weymeria là một chi bướm đêm thuộc họ Noctuidae.

## Loài
- Weymeria athene Weymer, 1892